# Michał Jasiczek
Michał Jasiczek, né le 13 mars 1994, est un skieur alpin polonais.

## Biographie
Michał Jasiczek commence sa carrière au niveau international lors de la saison 2009-2010, puis dispute en 2011 les Championnats du monde junior et le Festival olympique de la jeunesse européenne, où il arrive treizième du slalom.
Il fait ses débuts en Coupe du monde en décembre 2012 à Madonna di Campiglio, puis en championnat du monde en 2013 à Schladming, se soldant par une sortie de piste en slalom.
En 2014, il honore sa première sélection olympique à Sotchi, où il prend la 23e place du slalom. Il est ensuite dixième du slalom aux Championnats du monde junior à Jasná. Champion de Pologne du slalom en 2015, il marque ses premiers points en Coupe d'Europe avec une 23e place à Kranjska Gora.
Sa deuxième participation olympique en 2018 se termine par un abandon en slalom.

## Palmarès

### Jeux olympiques
| Épreuve / Édition | Sotchi 2014 | Pyeongchang 2018 |
| Slalom            | 23e         | Abandon          |
| Slalom géant      |             | DNS              |

Légende : DNS = non-partant

### Championnats du monde
| Épreuve / Édition          | Slalom  |
| -------------------------- | ------- |
| Mondiaux 2013 Schladming   | Abandon |
| Mondiaux 2017 Saint-Moritz | Abandon |

### Championnats de Pologne
- Champion en 2015 (slalom)
- Vice-champion en 2012 et 2013 (slalom)